# Rifugio Preuss
Il rifugio Preuss è un piccolo rifugio alpino situato nel gruppo del Catinaccio, nelle Dolomiti, nel territorio comunale di San Giovanni di Fassa (TN), a 2.243 metri s.l.m..

## Storia
Il rifugio fu costruito negli anni ’20 del Novecento per iniziativa della famosa guida ed alpinista fassano Tita Piaz, ed è intitolato all'alpinista austriaco Paul Preuss.

## Caratteristiche e informazioni

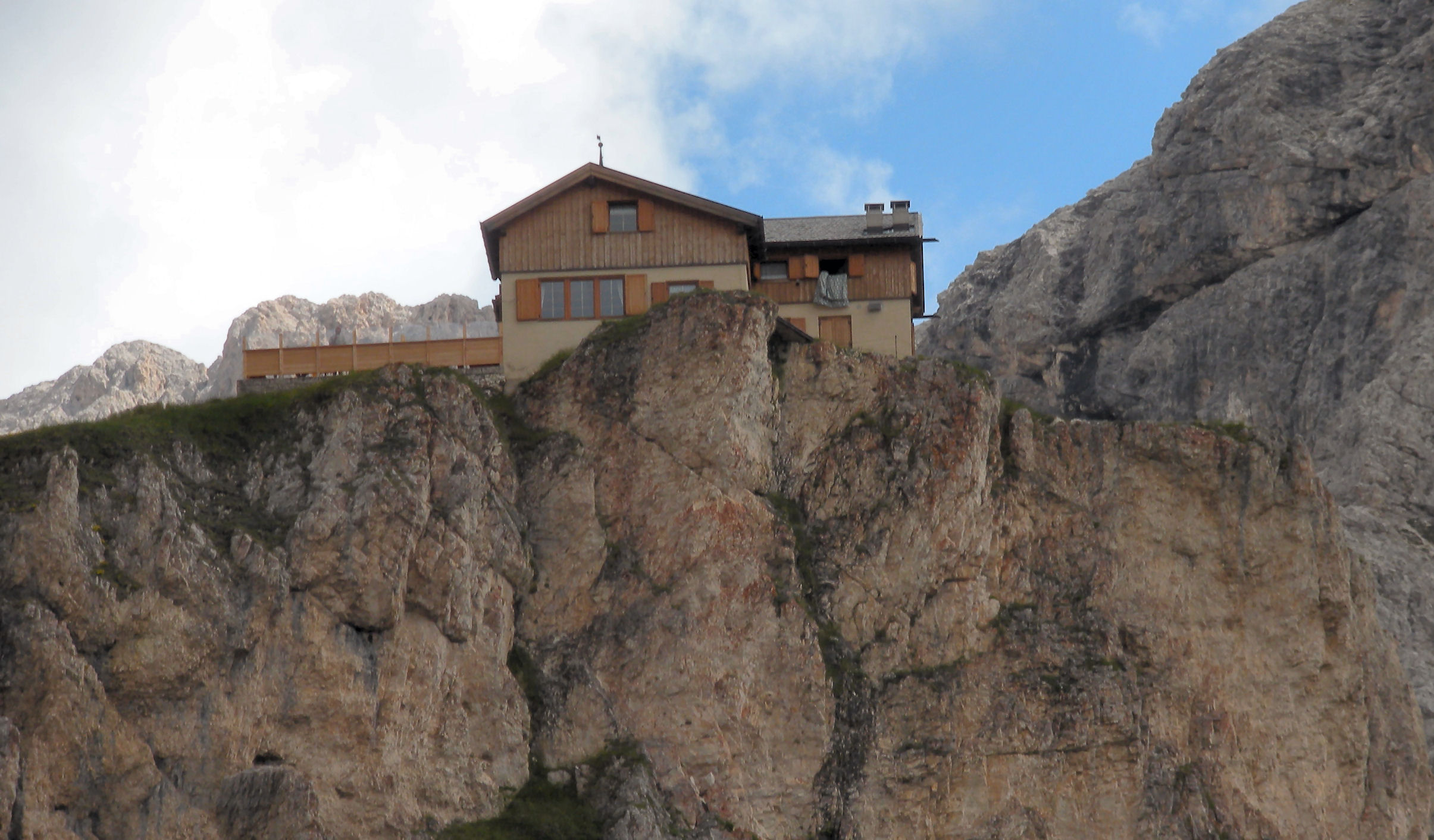
Il Rifugio

Il rifugio si trova nella località detta “Porte Neigre”, sotto le Torri del Vajolet, in posizione panoramica sopra uno sperone roccioso affacciato sul vallone del Vajolet, a pochi metri dallo storico rifugio Vajolet, ed analogamente a questo, punto di partenza ideale per escursioni ed ascensioni nel gruppo del Catinaccio.
È aperto da metà giugno a fine settembre, con una disponibilità di 8 posti letto.

## Accessi
- Dal rifugio Gardeccia (1.949 m), segnavia n. 546 (ore 0,45).
- Dal rifugio Roda di Vaèl (2.283 m), segnavia n. 541 (ore 01,45).
- Dal rifugio Re Alberto (2.621 m), segnavia 542 (ore 0,45).
- Dal rifugio Passo Principe (2.601 m), segnavia 584 (ore 0,30).

## Traversate
- Al Rifugio Gardeccia (1.949 m), segnavia n. 546 (ore 0,30).
- Al Rifugio Roda di Vaèl (2.283 m), segnavia n. 541 (ore 01,45).
- Al Rifugio Re Alberto (2.621 m), segnavia 542 (ore 01,15).
- Al Rifugio Passo Principe (2.601 m), segnavia 584 (ore 0,45).